# Älska mig igen
Älska mig igen (engelsk titel: The Vow) är en amerikansk romantisk dramafilm från 2012, i regi av Michael Sucsy och producerad av Spyglass Entertainment.

## Handling
Paige och Leo Collins är ett ungt förälskat konstnärspar som bor i Chicago. En nattlig bilolycka slår i ett ögonblick sönder deras lycka. Leo klarar sig oskadd, men Paige hamnar i koma. När hon äntligen vaknar upp har hon inget minne av deras tid tillsammans. Hon minns dock de tidigare åren som juridikstuderande och tror att hon fortfarande är förlovad med den charmige affärsmannen Jeremy, som ännu har ett gott öga till henne. Allteftersom tiden går inser Leo att Paiges minne inte kommer att förbättras. Fast besluten att inte förlora henne för evigt beslutar han sig för att göra allt som står i hans makt att vinna hennes hjärta, igen.

## Rollista
- Rachel McAdams – Paige Collins
- Channing Tatum – Leo Collins
- Scott Speedman – Jeremy
- Tatiana Maslany – Lily
- Sam Neill – Bill Thornton, Paiges far
- Jessica Lange – Rita Thornton, Paiges mor
- Jessica McNamee – Gwen, Paiges syster
- Wendy Crewson – Dr. Fishman
- Sarah Carter – Diane
- Lucas Bryant – Kyle
- Dillon Casey – Ryan
- Rachel Skarsten – Rose
- Kristina Pesic – Lizbet
- Brittney Irvin – Lena
- Jeananne Goossen – Sonjia
- Kim Roberts – Barbara